# Lovrin (sit SCI)
Lovrin este o arie protejată (sit de importanță comunitară — SCI) din România, desemnată în scopul protejării biodiversității și menținerii într-o stare de conservare favorabilă a florei spontane și faunei sălbatice, precum și a habitatelor naturale de interes comunitar aflate în arealul zonei de protecție. Aceasta este întinsă pe o suprafață de 106 ha, integral pe uscat.

## Localizare
Centrul sitului Lovrin este situat la coordonatele 45°58′43″N 20°41′39″E / 45.978661°N 20.694064°E. Situl se întinde pe teritoriile administrative ale comunelor Gottlob și Tomnatic din județul Timiș.

## Înființare
Situl Lovrin a fost declarat sit de importanță comunitară (ROSCI0414) în ianuarie 2016 pentru a proteja o specie faunistică.

## Biodiversitate
Situată în ecoregiunea panonică, aria protejată conține un habitat natural: Stepe și mlaștini sărăturate panonice.
La baza desemnării sitului se află dihorul de stepă (Mustela eversmanii), un mamifer din genul Mustela aflat pe lista roșie a IUCN.